# Block Party Bash
Block Party Bash est une animation présentée dans plusieurs parcs Disney alliant parade et spectacle. Elle a été mise en place à Disney California Adventure en 2005 et fut présentée jusqu'en 2008 où elle fut relocalisée dans le parc Disney's Hollywood Studios, en remplacement de Disney Stars and Motor Cars Parade. 
Block Party Bash est inspiré de films Pixar dont Toy Story, Les Indestructibles, 1 001 Pattes et Monstres et Cie,.

## Le spectacle

### Disney California Adventure
- Représentations : 5 mai 2005 au 6 janvier 2008
- Directeur artistique : Steven Davison, Disney Creative Entertainment
- Producteur : Mike Williams
- Metteur en scène : Marilyn Magness-Carroll
- Designer : Brad Kaye[3]
- Responsables technique : K.C. Wilkerson, Jeff T. Miller
- Chorégraphes : Jerry Evans, Rita May Bland, Robin Trowbridge
- Parade précédentes :
  - Disney's Eureka! A California Parade
- Parade suivante :
  - Pixar Play Parade

### Disney's Hollywood Studios
- Représentations : 14 mars 2008 au 1er janvier 2011[4],[5]
- Parade précédentes :
  - Disney Stars and Motor Cars Parade [6]
- Parade suivante :
  - Pixar Pals Countdown to Fun!

## Structure de l'animation
L'animation a été développée comme un spectacle ambulant circulant entre plusieurs Party Zone où les chars marquent un arrêt. Ces arrêts étaient au nombre de trois durant l'été 2005, puis furent réduits à deux de l'automne 2005 à janvier 2008.
Le casting original de cette animation comportait 60 danseurs, 16 acrobates, 12 paires d'échasses urbaines et 30 scooters électriques.

### Les unités

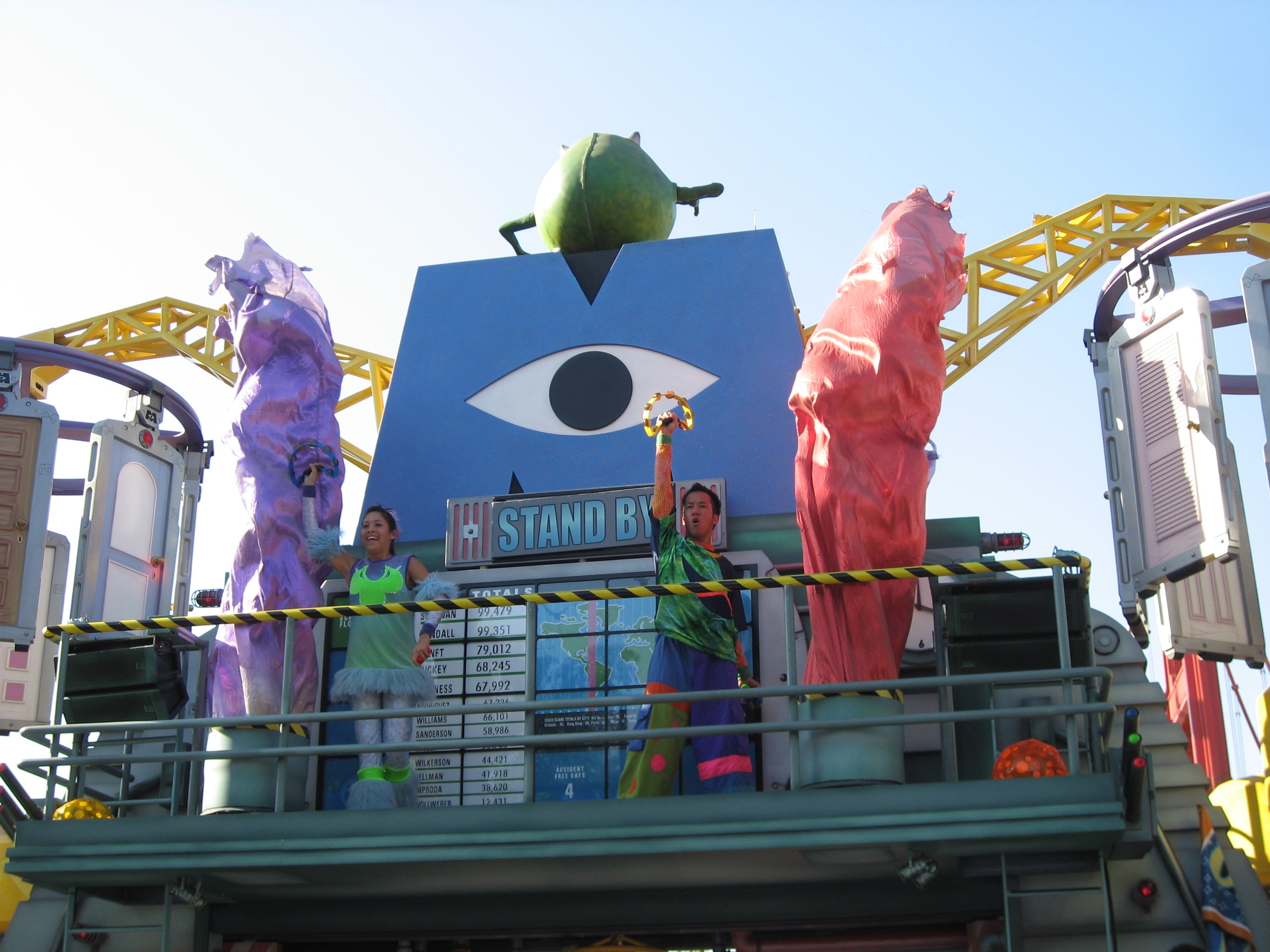
Danseurs sur le char consacré à Monstres et Cie, à Disney California Adventure.

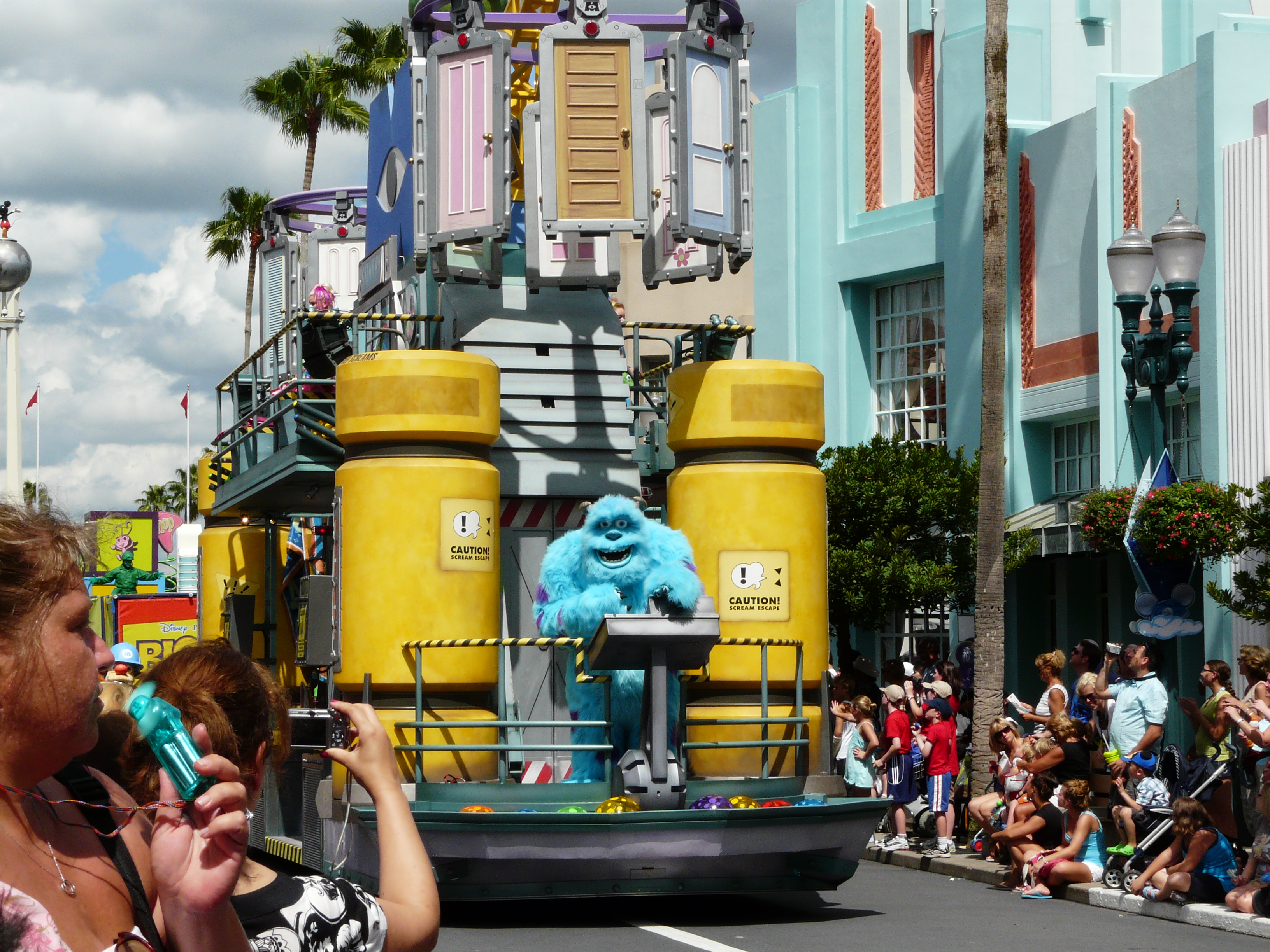
Le même char, défilant à Disney's Hollywood Studios.

Block Party Bash se découpe en trois unités principales, inspirées des films Pixar Toy Story (avec Woody, Buzz l'Éclair, Jessie, la Bergère, M. Patate, les soldats verts et l'ours Lotso à partir du 9 mai 2010), Monstres et Cie (avec Bob, Sulli, Bouh, Georges, Albérique et Ferdinand) et 1 001 Pattes (avec Tilt, Atta, Gypsy, Heimlich et Fil). Les personnages des Indestructibles sont intégrés au chars final.
La musique utilisée pour la parade est une reprise de Celebration de Kool and the Gang.

### Les arrêts spectacle
La bande son utilise la chanson Dancing in the Street lors de la mise en place des numéro de danse qui se décomposent ensuite sur les thèmes Jump, Scream and Dance, utilisant respectivement les chansons Jumpin' Jack Flash, Shout et un medley composé de Gonna Make You Sweat (Everybody Dance Now), Dance to the Music, Shake Your Booty et Footloose.
Le public est également invité à prendre part à plusieurs chorégraphies populaires tels que Macarena, Stayin' Alive, Y.M.C.A., U Can't Touch This, Whoomp! (There It Is), Twist and Shout et Do You Wanna Dance?.
Le numéro de danse final se fait sur R.O.C.K. in the U.S.A.

Les acrobates et danseurs rangent les trampolines et accessoires pour remettre la parade en route sur You've Got a Friend in Me avec de reprendre avec Celebration.